# Hermann Maier
Hermann Maier (conocido como Herminator; Altenmarkt im Pongau, 7 de diciembre de 1972) es un deportista austríaco que compitió en esquí alpino; dos veces campeón olímpico y tres veces campeón mundial. Su hermano Alexander compitió en snowboard.

## Trayectoria
Participó en dos Juegos Olímpicos de Invierno, obteniendo en total cuatro medallas, dos de oro en Nagano 1998 (eslalon gigante y supergigante) y dos en Turín 2006, plata en supergigante y bronce en eslalon gigante.
Ganó seis medallas en el Campeonato Mundial de Esquí Alpino entre los años 1999 y 2005.
En la Copa del Mundo consiguió 54 victorias y 96 podios en total. Ganó la clasificación general de la Copa del Mundo en cuatro ocasiones: 1998, 2000, 2001 y 2004.
Después de su doble triunfo olímpico en Nagano 1998, apareció en la portada de la revista Sports Illustrated. En agosto de 2001, mientras conducía con su moto, tuvo un grave accidente al chocar contra un automóvil, fracturándose la pierna derecha, y tuvo que pasar por el quirófano un par de veces. Por lo que se perdió toda la temporada 2001-2002, incluidos los Juegos Olímpicos de Salt Lake City 2002. Retornó a la competición en enero de 2023, año y medio después del accidente. En marzo de 2009 volvió a lesionarse y en octubre de ese mismo año decidió retirarse de la competición.
En 1998 recibió la Gran Condecoración de Honor de la Orden al Mérito de la República de Austria. En 2004 recibió el Premio Laureus a la Mejor Reaparición del Año. Fue galardonado con el premio Skieur d’Or en 1998 y 2004. Fue nombrado «Deportista masculino del año» en su país en 1998, 1999, 2000 y 2001.
Aparte del esquí, se ha interesado por otras actividades deportivas. Participó en dos ediciones del concurso Superstar USA, ganando la final en 2001. Corrió el Prólogo del Tour de Francia de 2003. En fútbol, formó parte del equipo de apoyo de la selección alemana para la Copa Mundial de 2014 y de la selección austríaca para la Eurocopa de 2016.
En 2004 presentó el libro autobiográfico Das Rennen meines Lebens. En 2010 participó en la serie documental de las cadenas ZDF y ORF Carrera al Polo Sur, en conmemoración del centenario de la conquista del Polo Sur. Además, es presentador de campañas publicitarias, especialmente para el banco Raiffeisen.

## Palmarés internacional
| Juegos Olímpicos   | Juegos Olímpicos                   | Juegos Olímpicos  | Juegos Olímpicos |
| Año                | Lugar                              | Medalla           | Prueba           |
| ------------------ | ---------------------------------- | ----------------- | ---------------- |
| 1998               | Nagano (Japón)                     | Medalla de oro    | Eslalon gigante  |
| 1998               | Nagano (Japón)                     | Medalla de oro    | Supergigante     |
| 2006               | Turín (Italia)                     | Medalla de plata  | Supergigante     |
| 2006               | Turín (Italia)                     | Medalla de bronce | Eslalon gigante  |
| Campeonato Mundial |                                    |                   |                  |
| Año                | Lugar                              | Medalla           | Prueba           |
| 1999               | Vail/Beaver Creek (Estados Unidos) | Medalla de oro    | Descenso         |
| 1999               | Vail/Beaver Creek (Estados Unidos) | Medalla de oro    | Supergigante     |
| 2001               | St. Anton (Austria)                | Medalla de plata  | Descenso         |
| 2001               | St. Anton (Austria)                | Medalla de bronce | Supergigante     |
| 2003               | St. Moritz (Suiza)                 | Medalla de plata  | Supergigante     |
| 2005               | Bormio (Italia)                    | Medalla de oro    | Eslalon gigante  |